# Universidade de Twente
Universidade de Twente (em neerlandês:  Universiteit Twente) é uma universidade localizada em Enschede, Países Baixos. A universidade oferece pesquisa e programas de graduação em Ciências Sociais e Comportamentais e em Engenharia. De acordo com o seu espírito empreendedor, a universidade é comprometida em contribuir social e economicamente com a região da Holanda em que está situada. A UT colabora com a Delft University of Technology, Eindhoven University of Technology e com a University of Wageningen, em virtude da cooperação 4TU.Federation, e também é parceira da European Consortium of Innovative Universities (ECIU).

## História
A universidade foi fundada em 1961 como Technische Hogeschool Twente, o terceiro maior instituto vocacional de tecnologia, para mais tarde se tornar uma universidade (as outras sendo Delft e Eindhoven). Consequentemente, em 1986, mudou o seu nome para Universiteit Twente (Universidade de Twente). A decisão do governo neerlandês de alocar o novo instituto em Enschede, a principal cidade de Twente, é muito ligada à rica história industrial da província. Outra importante razão foi o fato da economia local precisar de um incentivo para compensar pela decadência da indústria têxtil.

## Campus

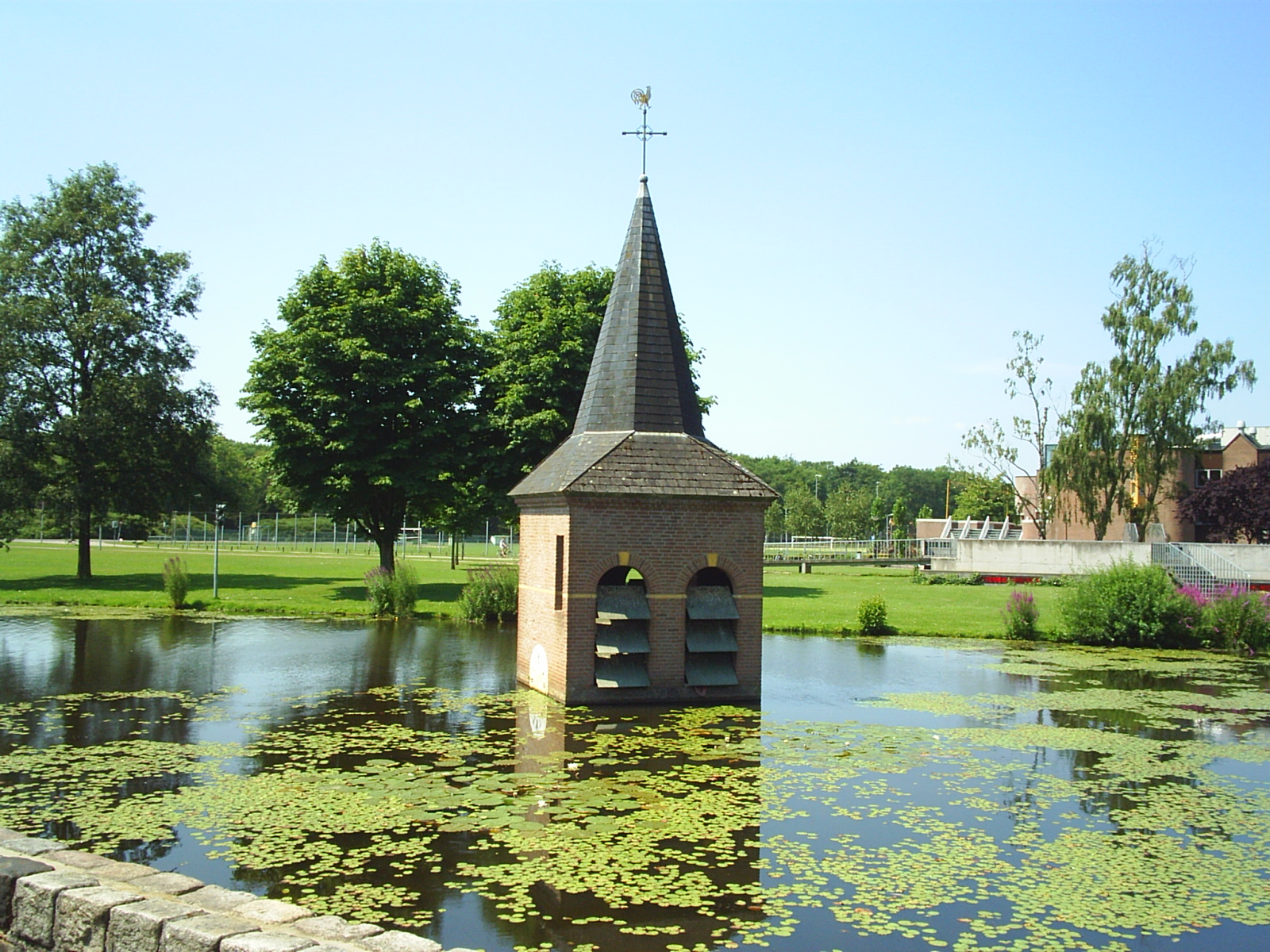
Drienerlo tower no campus.

A Universidade de Twente foi construída na ex-propriedade rural de Drienerlo, situada entre Hengelo e Enschede. Nessa bonita propriedade de 140 hectares, compreendendo bosques, prado e água, os arquitetos Van Tijen e Van Embden projetaram a primeira - e por enquanto única - universidade holandesa com campus, seguindo os padrões americanos. Estudantes e funcionários trabalham, vivem e têm suas atividades de lazer no campus. Durante os anos seguintes, vários outros importantes arquitetos e artistas têm contribuído para o design do campus.
Estudantes e funcionários formam uma ativa comunidade acadêmica. O belo campus da universidade têm excelentes atividades esportivas e culturais que estimulam o desenvolvimento de uma rica mistura de grupos estudantis, eventos sociais e um constante fluxo de novas atividades. A Student Union, que é dirigida exclusivamente por estudantes, fomenta os interesses de todos os grupos estudantis a também gerencia vários locais, como o centro social de estudantes no centro de Enschede.

## Organização

### Administração
O atual reitor da universidade é o Dr. Ed Brinksma, que assumiu o cargo em 2009 e foi nomeado novamente em 2012, para o período entre janeiro de 2013 e janeiro de 2017.

### Faculdades
Existem cinco faculdades na Universidade de Twente
- Behavioural, Management and Social sciences (BMS)
- Engineering Technology (CTW)
- Electrical Engineering, Mathematics and Computer Science (EEMCS / EWI)
- Science and Technology (TNW)
- Geo-Information Science and Earth Observation (ITC)

Cada faculdade é, por sua vez, organizada em vários departamentos.

## Universidade

### Pesquisa

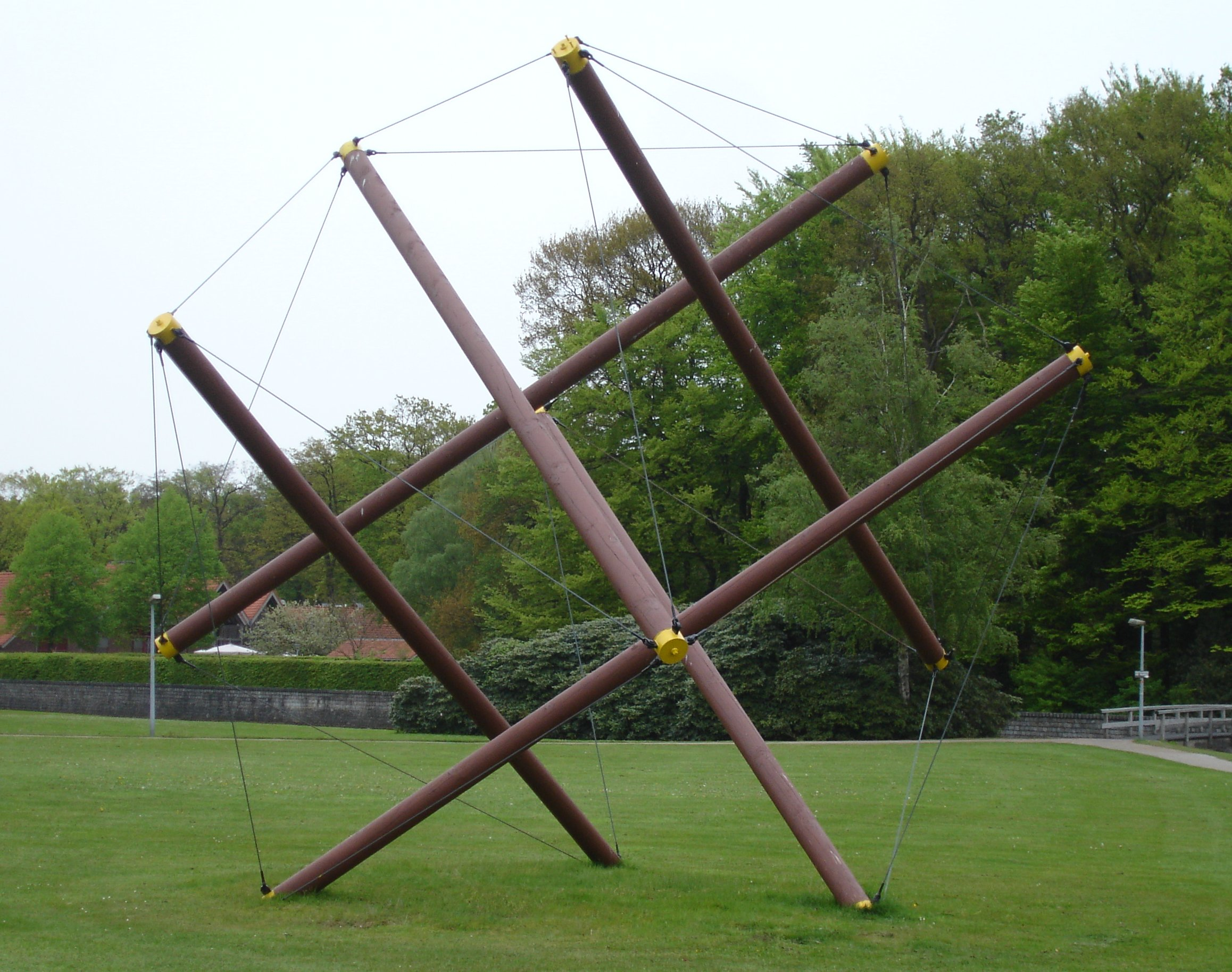
"Het Ding" "(The Thing)", por Jasper Latté e Jaap Hos

#### Institutos
- MESA+ Institute for Nanotechnology (MESA+)
- MIRA Institute for Biomedical Technology and Technical Medicine (MIRA)
- Centre for Telematics and Informationtechnology (CTIT)
- Institute for Innovation and Governance Studies (IGS)
- Institute for Geo-information science and earth observation (ITC)

#### Centros de pesquisa
- CEPTES - Center for Philosophy of Technology and Engineering Science (CEPTES+)
- CES - Center for European Studies (CES+)
- CHEPS - Center for Higher Education Policy Studies (CHEPS+)
- CHOIR - Center for healthcare operations improvement & research (CHOIR+)
- CIPV - Centre for integrated manufacturing and development (CIPV+)
- CSSTS - Center for Studies of Science, Technology and Society (CSSTS+)
- CSTM - Center for clean technology and environmental policy (CSTM+)
- Drebbel - Drebbel institute for Mechatronics (Drebbel +)
- Institute for Sport & Leisure (sport en leisure+)
- IPIT - Instituut voor maatschappelijke veiligheidsvraagstukken (IPIT+)
- ITM - Institute of Technical Medicine (ITM+)
- Nikos - Dutch institute for knowledge intensive entrepreneurship (Nikos+)
- STeHPS - Science, Technology, Health and Policy Studies (STePHS+)
- TESI - Twente Embedded Systems Initiative (TESI+)
- TWC - Twente Water Centre (TWC+)
- TwiCor - Twente institute for Communication research
- VRINT - Virtual Reality Initiative Twente (VRINT+)

### Educação
Os programas de graduação na Universidade de Twente abrangem desde Administração de Empresas e Psicologia à Física aplicada, Engenharia e Biomedicina. O currículo é amplo, flexível e relevante para o trabalho de mercado. Muitos estudantes combinam cursos da sua área principal com um coerente conjunto de outras disciplinas de outras áreas. O número de estudantes estrangeiros que estudam na UT aumenta a cada ano. A maioria dos programas de mestrado e pós-graduação (e alguns de bacharelado) são lecionados em inglês. Metade dos alunos de doutorado da UT vêm de fora da Holanda.
A Universidade de Twente tem programas de pesquisa reconhecidos mundialmente. Em ciências aplicadas, a ênfase em nanotecnologia, processo tecnológico, engenharia, informação & comunicação tecnológica, e ciências biomédicas. A universidade também é reconhecida nas área de administração e ciências comportamentais.
A Universidade de Twente acredita na importância da aplicabilidade do conhecimento na sociedade. Patentes, programas de ensino duradouros e empresas spin-off que comprovam esse compromisso, assim como o intenso envolvimento da UT em programas de pesquisa que desenvolvem o sistema de conhecimento na Holanda. Nas últimas dias décadas, aproximadamente 900 empresas spin-off originaram da UT, mais do que qualquer outra universidade na Holanda.
Desde o início, a Universidade de Twente tem se esforçado para posicionar as ciências aplicadas em um contexto social mais completo. Estudantes e pesquisadores são sempre desafiados a pensar além das fronteiras da sua própria área de estudo e a estabelecer ligações com as mais diferentes disciplinas. A University of Twente acredita que a multidisciplinaridade estimula inovação tanto na ciência como na sociedade.

### Rankings
Em 2014/2015, no QS World University Rankings, a Universidade de Twente foi classificada como 212 em todo o mundo. As classificações por área foram: 126 em Engineering & Technology, 289 em Natural Sciences, e 346 em Social Sciences & Management.
Em 2014-2015, no Times Higher Education World University Rankings, a Universidade de Twente foi classificada em 201-225 do mundo.
Em 2014, o CWTS Leiden Ranking classificou a Universidade de Twente em 102 do mundo.
A Universidade de Twente ainda possui o título de universidade mais empreendedora da Holanda e foi escolhida a melhor universidade holandesa no quesito valorização.

## Histórico de reitores
- 1963 - 1967: Professor Gerrit Berkhoff
- 1967 - 1971: Professor Jo Vlugter
- 1971 - 1974: Professor Pieter Zandbergen
- 1974 - 1976: Professor Jan Kreiken
- 1976 - 1979: Professor Willem van Spiegel
- 1979 - 1982: Professor Harry van den Kroonenberg
- 1982 - 1985: Professor Wiebe Draijer
- 1985 - 1988: Professor Harry van den Kroonenberg (Second term)
- 1988 - 1992: Professor Jos de Smit
- 1992 - 1997: Professor Theo Popma
- 1997 - 2004: Professor Frans van Vught
- 2005 - 2009: Professor Henk Zijm
- 2009 - 2016: Professor Ed Brinksma
- 2016 - Presente: Professor Thom Palstra